# Bohdalín
Obec Bohdalín (německy Bochdalin) se nachází v okrese Pelhřimov v Kraji Vysočina. Žije zde 188 obyvatel.

## Název
Název se vyvíjel od varianty villa Bohdalowo pole (1379), z Bohdalína (1452), Bohdalin (1549), Bohdaljn (1614), Bohdalyn (1654) až k podobě Bohdalín v roce 1790. Místní jméno odkazuje na to, že vznikla na Bohdalově poli.

## Historie
První písemná zmínka o obci pochází z roku 1379.

## Obecní správa
V letech 1869–1890 k obci patřila Včelnička.

## Znak a vlajka
Právo užívat znak a vlajku bylo obci uděleno rozhodnutím Poslanecké sněmovny Parlamentu České republiky dne 25. listopadu 2011. Ve stříbrném štítě znaku pod hrotem oddělenou zlatou hlavou se dvěma modrými květy lnu se zlatými středy se nachází červená růže se zlatým semeníkem a zelenými kališními lístky nad třemi zúženými modrými vlnitými břevny. Vlajku tvoří žluté karé nad stejně velkým bílým čtvercovým polem a sedm vodorovných pruhů, střídavě bílých a vlnitých modrých. V karé modrý květ lnu se žlutým středem, v bílém poli červená růže se žlutým semeníkem a zelenými kališními lístky. Poměr šířky k délce listu je 2 : 3.

## Pamětihodnosti
- Památník obětem první světové války
- Poutní místo Váňova studánka

## Galerie

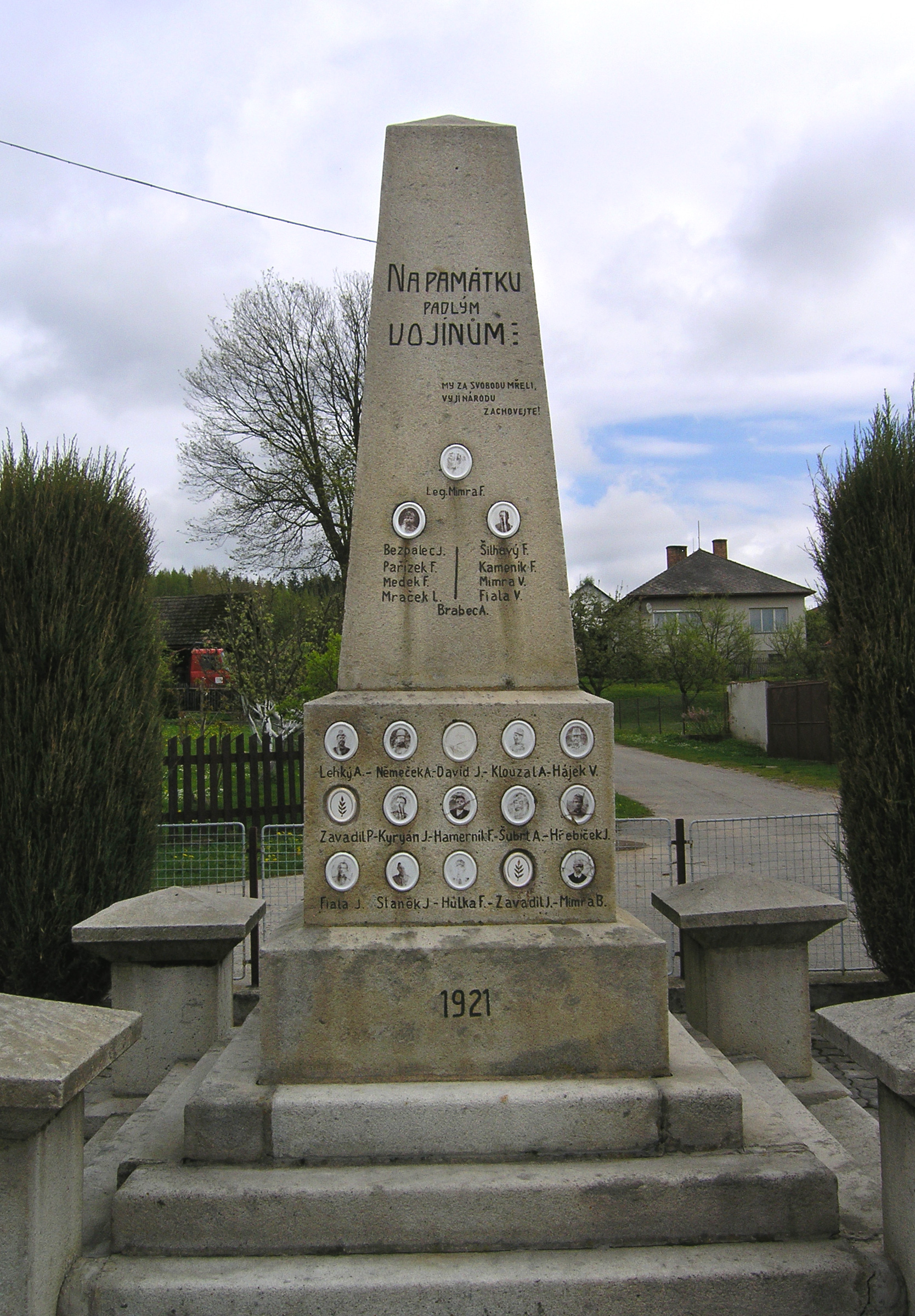
Památník obětem I. světové války
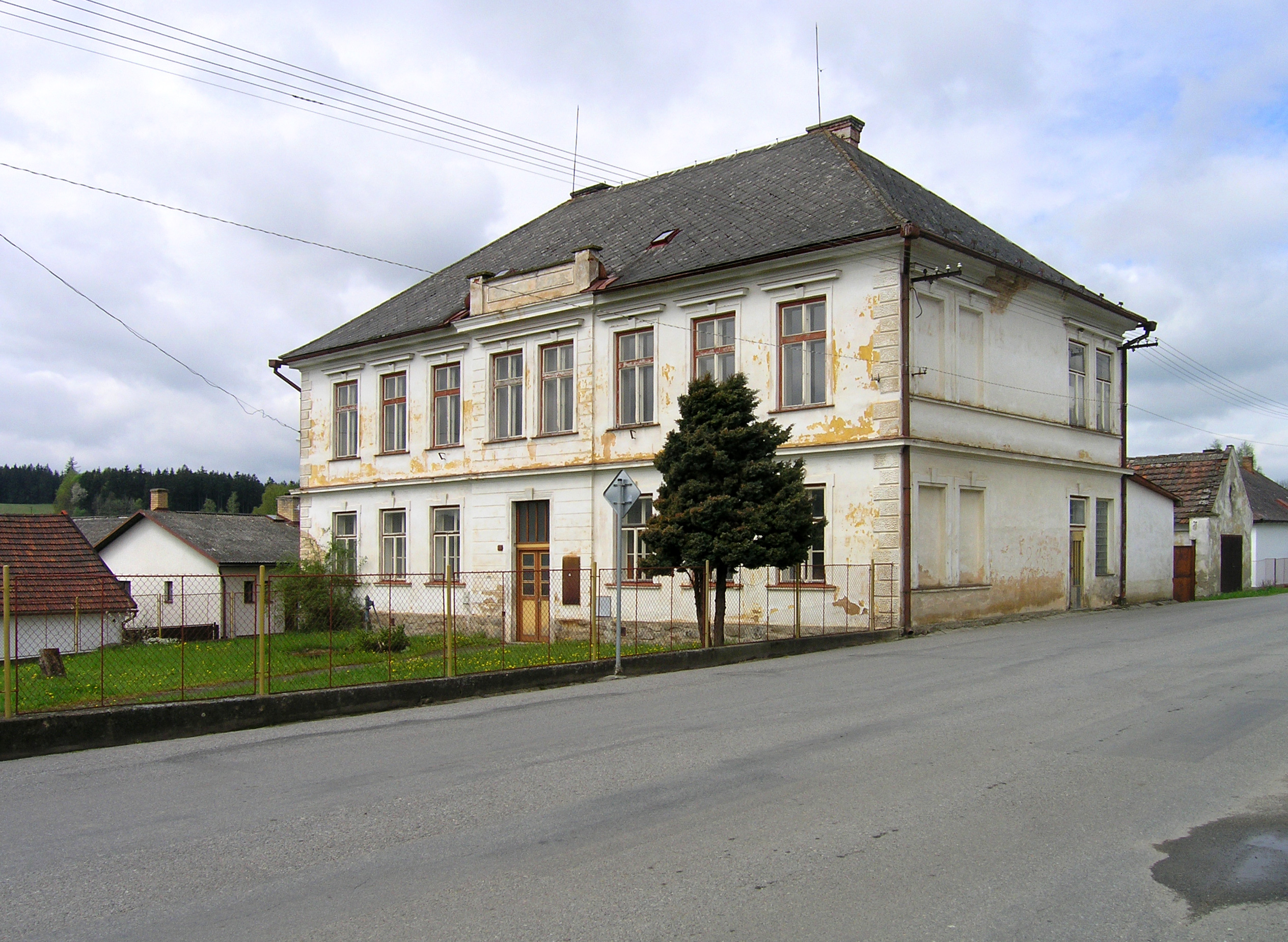
Budova bývalé školy